# فینال جام یوفا ۲۰۰۴
فینال جام یوفا ۲۰۰۴، رقابت پایانی جام یوفا در سال ۲۰۰۴ میلادی است که مابین دو تیم باشگاه فوتبال والنسیا و باشگاه فوتبال المپیک مارسی برگزار شده‌است.
این مسابقه که در تاریخ ۱۹ مه ۲۰۰۴ انجام شده‌است با نتیجه ۲ بر ۰ به سود تیم باشگاه فوتبال والنسیا به پایان رسید.